# Lien
Lien is een meisjesnaam. Het is een verkorte vorm van Angeline, Caroline of Lina.
Caroline is afgeleid van de Germaanse naam Karel. Deze naam betekent "man" in de betekenis "vrij maar niet van adel".
De Engelse variant is Lynn (afgeleid van Linda, Carolyn of Kathlyn) wat "schild van lindehout" of "slang" betekent.

## Bekende personen
- Lien Deyers, Nederlands/Duitse actrice (eigenlijk Nicolina)
- Lien Van de Kelder, Vlaamse actrice
- Lien Huyghebaert, Vlaamse atlete
- Lien De Greef, zangeres (Lady Linn and her magnificent seven)

## Overige
- De Vlaamse groep Spring heeft een nummer gemaakt met de titel Lien
- Alatáriël is de elfennaam van Lien en komt voor in het boek In de Ban van de Ring (Alatáriël is de bijnaam van Galadriel).